# کیراپ، استرالیای جنوبی
کیراپ (به انگلیسی: Kirup) یک شهرک در استرالیا است که در استرالیای غربی واقع شده‌است.